# Artemisiospiza
Artemisiospiza är ett nyskapat fågelsläkte i familjen amerikanska sparvar inom ordningen tättingar. Släktet omfattar numera två arter som förekommer från västra USA till Baja California i Mexiko:
- Malörtsparv (A. nevadensis)
- Kaliforniensparv (A. belli)

Tidigare betraktades de som en och samma art och placerades i Amphispiza. Studier visar dock att de dels utgör olika arter, dels att de endast är avlägset släkt med typarten för Amphispiza, svartstrupig sparv. Istället ingår de i en grupp tillsammans med exempelvis Melospiza och Passerculus..